# Ђулијо Скандела
Ђулијо Скандела (итал. Giulio Scandella — Монтреал, 18. септембар 1983) професионални је италијански хокејаш на леду који игра на позицији левокрилног нападача.
Иако рођен у Канади Скандела пофесионалну каријеру започиње 2004. као играч екипе ХК Азијаго из истоименог места на северу Италије. Две године касније добија држављанство Италије и дебитује у дресу сениорске репрезентације Италије на олимпијском турниру 2006. у Торину.